# Neophasmophaga teixeirai
Neophasmophaga teixeirai là một loài ruồi trong họ Tachinidae.